# Starost (Žulová)
Starost (niem.  Sorge) – osada, część gminy Žulová, położona w kraju ołomunieckim, w powiecie Jesionik, w Czechach.